# Lavensby
Lavensby (tysk: Lauensby) er en landsby på Als med ca. 300 indbyggere, beliggende i Havnbjerg Sogn øst for Nordborg. Landsbyen ligger for enden af Nordborg Sø, og er i dag en del af et sammenhængende byområde fra Nordborg til Havnbjerg, som går under betegnelsen Båndbyen.
Den nordlige ende af Lavensby er præget af ældre, tætliggende gårde, som ligger samlet ved et gadekær, der engang var forbundet med Nordborg Sø. Her kunne man før i tiden hente siv til gårdenes stråtækte tage. Et par kilometer nord for landsbyen ligger Havnbjerg Skov og Lavensby Strand, hvor der er turismeerhverv som campingplads og sommerhusudlejning.

## Etymologi
Tilbage i 1400-tallet benævnes byen Langesbue, og i 1600-1700-tallet blev byen blandt andet stavet Lawendsby og Lauensby i kirkebøgerne. Navnet menes at betyde ’byen ved den lange sø’ – noget i stil med Langesøby. Vokalen ø må altså efterhånden være gået tabt og da ordet ’langt’ udtales ’launt’ på alsisk, er den nuværende stavemåde opstået med tiden.